# Bainville-sur-Madon
Bainville-sur-Madon är en kommun i departementet Meurthe-et-Moselle i regionen Grand Est (tidigare regionen Lorraine) i nordöstra Frankrike. Kommunen ligger i kantonen Neuves-Maisons som tillhör arrondissementet Nancy. År 2022 hade Bainville-sur-Madon 1 443 invånare.

## Befolkningsutveckling
Antalet invånare i kommunen Bainville-sur-Madon
| Referens: INSEE |